# Día Internacional de Sensibilización sobre el Albinismo
El  Día Internacional de Sensibilización sobre el Albinismo es una jornada que se conmemora el 13 de junio desde 2015, establecida en 2014 por la  Asamblea General de las Naciones Unidas (AGNU).

## Proclamación
El Día Internacional de Sensibilización sobre el Albinismo fue proclamado el 18 de diciembre de 2014 por la Asamblea General de las Naciones Unidas. La resolución buscaba abordar y mitigar la discriminación y violencia contra las personas con albinismo, fomentando la inclusión y el respeto por sus derechos humanos. Esta proclamación surgió como respuesta a las graves violaciones de derechos que muchas veces enfrentan estas personas en diferentes partes del mundo.El Consejo de Derechos Humanos, reconociendo la vulnerabilidad particular de las personas con albinismo, instando a los gobiernos a prevenir los ataques y la discriminación contra ellas. Además, el 26 de marzo de 2015, el Consejo estableció el mandato de un experto independiente sobre el disfrute de los derechos humanos por las personas con albinismo.

## Celebración
Se celebra cada año el 13 de junio desde 2015, en un esfuerzo por aumentar la conciencia pública sobre las condiciones y desafíos que enfrentan las personas con albinismo. La celebración busca promover una mayor inclusión y protección dentro del marco de los derechos humanos. Cada año se abordan temas como la salud, la inclusión social y el acceso a derechos básicos, enfocándose en la mejora continua de la calidad de vida de estas personas.

## Temas
- 2016: Celebrate diversity; promote inclusion; protect our rights,[4]('Celebra la diversidad; promueve la inclusión; protege nuestros derechos')
- 2017: Advancing with renewed hope,[5] ('Avanzando con renovada esperanza')
- 2018: Shining our light to the world,[6] ('Iluminando nuestro luz al mundo')
- 2019: Still standing strong,[7]('Permanecemos de pie con firmeza')
- 2020: Nacidos para brillar[8]
- 2021: Strength beyond all odds,[9]('Fuerza más allá de todas las adversidades')
- 2022: Unidos para hacer oir nuestra voz[10]
- 2023: La inclusión hace la fuerza[11]
- 2024: 10 years of IAAD: A decade of collective progress,[12] ('10 años de DISA: Una década de progreso colectivo)